# Sesse
Sesse (af norrønt sess, som betyder sæde eller bænk) er ikke en bådtype, men en benævnelse som angiver antallet sæder eller bænke ombord i en roet båd (med eller uden mast til sejlføring), og altså ikke antal siddepladser. Det hører med et par årer til hver sesse, som deraf gerne fortæller noget om størrelsen på både båd og mandskab. Begrebet er mest kendt fra sagalitteraturen, men det bruges også i dag.
Sesserne placeres mellem rummene i båden, men man tæller ikke rummene i for- og bagstavnen. En 20-sesse har således 19 rum, men størrelsen på rummene (og deraf længden mellem sesserne) kan variere. Ligeledes vil længden på hver sesse kunne variere, typisk i sammenhæng med bådens bredde og antallet roere, men også lidt efter bådtypen i sig selv.
Fra ledingen kender man til at landet blev inddelt i skipreider langs kysten af Håkon den gode omkring år 955, hvor kystbønderne måtte bygge og udruste et skib. Størrelsen på ledingskibene blev defineret som et vist antal sesser. Til at begynde med var kravet grene en 20-sesse (en båd med 40 årer og et mandskab på op mod 100 mand). Senere blev dette krav øget til en 25-sesse. Norge var inddelt i 270 skipreider, men under Magnus Lagabøte blev antallet øget til 279 i 1279.